# Вайхарт фон Полхайм
Вайхарт фон Полхайм (на немски: Weichart von Polheim; Weichardo de Pollheim; * 27 декември 1263; † 6 октомври 1315) е благородник от много старата фамилия на господарите на Полхайм от Горна Австрия, архиепископ на Залцбург (1312 – 1315).

## Живот
Вайхарт фон Полхайм е катедрален декан на Полхам/Полхайм и на 50 години става „компромис-кандидат“ за архиепископ на 1 април 1312 г. На 30 юли 1312 г. той е редовен архиепископ на Залцбург, помазан е на 27 август 1312 г.
Вайхарт пише хроника на благородническите съсловия на Австрия. Той е единственият писател между архиепископите на Залцбург през Средновековието. По неговото време Залцбург продължава постепенно да се откъсва от „Майката-земя Бавария“. Той продължава с политиката на предшественика си Конрад IV фон Фонсдорф († 28 март 1312).
Вайхарт фон Полхайм умира от мозъчен удар на 6 октомври 1315 г. Погребан е пред построения от него олтар „Св. Рупертус“ в катедралата на Залцбург.